# Mexipediinae
De Mexipediinae vormen een subtribus van de Mexipedieae, een tribus van de orchideeënfamilie (Orchidaceae)
Het is een monotypische groep, met slechts één geslacht, en één soort, Mexipedium xerophyticum.
De orchidee komt enkel in Mexico voor.
Voor een beschrijving van deze subtribus, zie de soortbeschrijving.

## Taxonomie
- Geslacht: Mexipedium
  - soort: Mexipedium xerophyticum (Arenas, Salazar & Hágsater) V.A.Albert & M.W.Chase

Tribus: Cypripedieae 

Subtribus: Cypripediinae · Geslacht: Cypripedium 

Subtribus: Paphiopedilinae · Geslacht: Paphiopedilum 

Tribus: Mexipedieae 

Subtribus: Mexipediinae · Geslacht: Mexipedium 

Tribus: Phragmipedieae 

Subtribus: Phragmipediinae · Geslacht: Phragmipedium 

Tribus: Selenipedieae 

Subtribus: Selenipediinae · Geslacht: Selenipedium